# José Luis García Agraz
José Luis García Agraz (Ciudad de México, 16 de noviembre de 1952) es un director de cine mexicano. Es hermano del también cineasta Carlos García Agraz, y familiar del escritor Gabriel Agraz García de Alba y del ingeniero Juan Salvador Agraz. Fue miembro del Sistema Nacional de Creadores de Arte en el periodo 1993 al 2000. Es padre de Natalia García Agraz, también conocida como "La Princesa de Churubusco".

## Carrera
Estudió en el Colegio Columbia hasta la preparatoria. Aficionado a las películas de Samuel Fuller e influenciado por los cineastas Jorge Fons, Felipe Cazals y José Estrada, inició su trayectoria cinematográfica. Háblame de Rita (1979) formó parte del Festival de Cortometrajes de Bilbao, España, y del Festival del Nuevo Cine Latinoamericano de La Habana, Cuba. Su siguierte cortometraje, Patricio ganó en 1982 el premio Ariel en la categoría de «Mejor cortometraje de ficción», así como el Diosa de Plata. Su primer largometraje, Nocaut (1984), recibió también los premios Ariel en las categorías de «Mejor ópera prima» y «Mejor coactuación masculina»; participó además en varios festivales internacionales en América y Europa, y ganó el premio Straw Deer a la «Mejor ópera prima» en el Festival de Taskent, Rusia. 
García Agraz coadaptó con Gerardo de la Torre y Pedro Armendáriz Yo te amo Catalina (1986). Entre 1987 y 1990 dirigió varios cortometrajes para mexfam y, en televisión, la serie Tony Tijuana de 1989 a 1990. Su cortometraje Ladrón de sábado (1990), distribuido únicamente en video, se basó en un guion de Gabriel García Márquez y Consuelo Garrido. Su película Desiertos mares se llevó el Ariel a la «Mejor dirección» y «Mejor argumento original» en 1994, y un año después el premio Fecimex y el premio especial del jurado en el San Juan Cinemafest, en Puerto Rico. En 1994, bajo el título de Esta aventura en India, García Agraz realizó el making off del video musical Esta aventura, que dirigió Carlos Marcovich. Salón México (1996) ganó el Jaguar de Oro en el Festival de Cancún y el premio al «Mejor director» en el XII Festival Latinoamericano de Trieste, Italia, en 1997.

## Filmografía
- 1984: Nocaut
- 1986: Yo te amo Catalina
- 1987: Noche de Califas
- 1990: La secta de Sargón
- 1990: Buscando al culpable
- 1991: Pelearon diez rounds
- 1991: Dentro de la noche
- 1995: Desiertos mares
- 1994: Salón México
- 2004: Harry Potter y el prisionero de Azkaban (solo doblaje)